# Liliana Popescu
Liliana Popescu (dawniej jako Liliana Barbulescu, ur. 5 lutego 1982) – rumuńska lekkoatletka, specjalistka od średnich dystansów.
W wyniku badania przeprowadzonego 29 maja 2008 i wykrycia niedozwolonych środków nałożono na zawodniczkę karę dwuletniej dyskwalifikacji.

## Osiągnięcia
- brąz podczas Mistrzostw Świata Juniorów (sztafeta 4 x 400 m, Santiago 2000)
- złoty medal Uniwersjady (bieg na 800 m Daegu 2003)
- 4. miejsce na halowych mistrzostwach świata (bieg na 1500 m, Walencja 2008)
- reprezentowała swój kraj na wielu innych międzynarodowych imprezach, m.in. wygrała bieg na 800 metrów podczas I ligi Pucharu Europy (Stambuł 2008)
- wielokrotna mistrzyni Rumunii zarówno w hali, jak i na stadionie

## Rekordy życiowe
- bieg na 800 m - 1:59,34 (2008)
- bieg na 1500 m - 4:00,35 (2007)
- bieg na 800 m - 2:00,41 (2008)
- bieg na 1500 m - 4:03,33 (2008)